# Friedrich Gottlob Wetzel

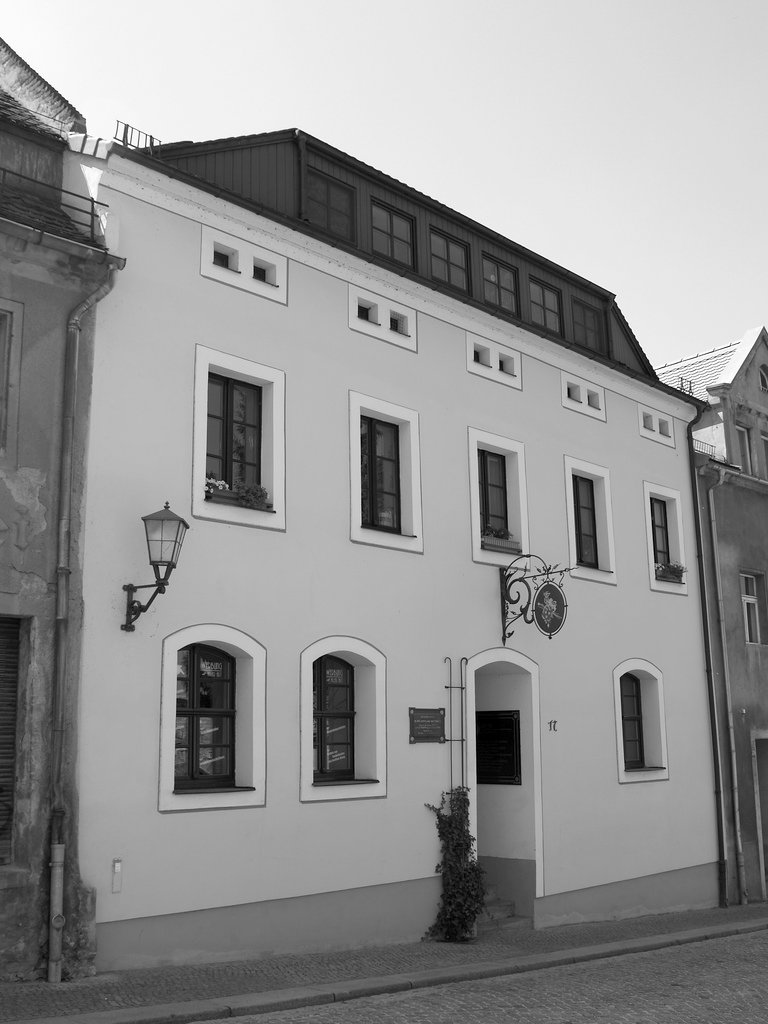
Geburtshaus von Karl Friedrich Gottlob Wetzel in der Bautzener Gerberstraße 17

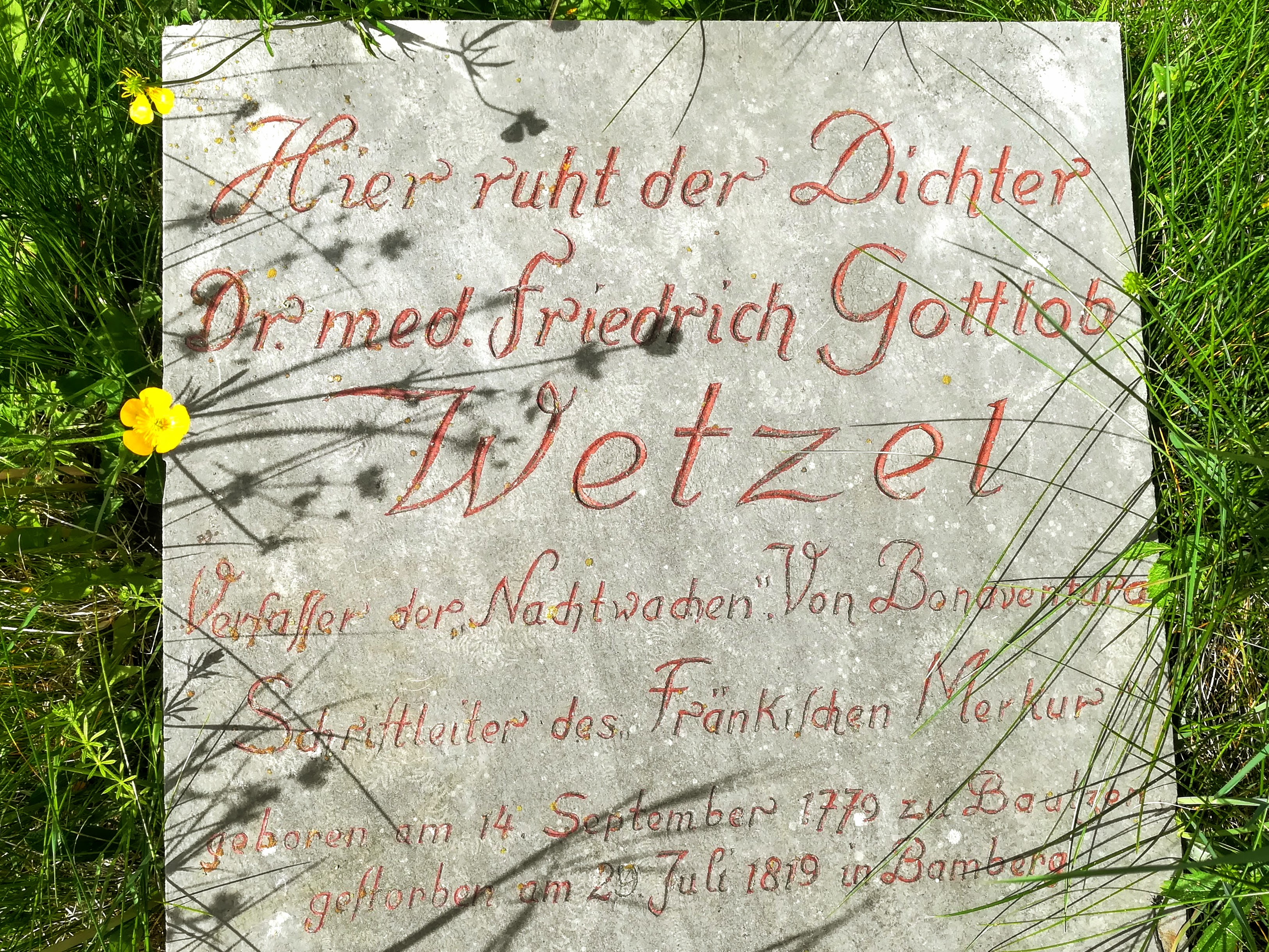
Grabstein von Friedrich G. Wetzel auf dem ehem. Friedhof St. Stephan

Karl Friedrich Gottlob Wetzel (* 14. September 1779 in Bautzen, damals Budissin, Markgraftum Oberlausitz; † 29. Juli 1819 in Bamberg) war ein deutscher Schriftsteller der Frühromantik.

## Leben
Wetzel, Sohn armer Tuchmacher, besuchte von 1791 bis 1799 das Gymnasium in Bautzen, studierte von 1799 bis 1801 in Leipzig und von 1801 bis 1803 in Jena Medizin, dann Philosophie. Im Sommer 1803 verließ er Jena, ohne sein Studium beendet zu haben, und wechselte in den kommenden Jahren mehrfach den Wohnort. Dabei lebte er in großer Armut. Anfang 1805 hatte Wetzel endlich das nötige Geld beisammen, um sein Studium abzuschließen. Er wurde als Mediziner in Erfurt promoviert. Wetzel zog 1805 nach Dresden, wo er sich mit publizistischen Arbeiten und öffentlichen Vorträgen über Wasser zu halten versuchte. Am 10. Mai 1806 heiratete er Johanna Heuäcker. 1809 wurde er Redakteur des Fränkischen Merkurs in Bamberg. Er starb in Bamberg und wurde auf dem Friedhof am Oberen Stephansberg bestattet. Sein verschollenes, aber der Lage nach bekanntes Grab wurde 1971 durch den Remeis-Kreis wieder mit einer Grabplatte versehen.
Viele seiner Werke erschienen anonym, Pseudonyme waren z. B. Theophrast, Ysthamarus. In den Briefe des Mannes im Mond vertritt er eine religiöse, statt philosophische Weltsicht; die organische Anschauung der Welt geht bei ihm über in eine christliche Welterlösung.
Wetzel war bekannt mit Kleist, für dessen Zeitschrift Phoebus er 1808/09 Beiträge lieferte, befreundet seit gemeinsamen Studienzeiten mit Gotthilf Heinrich Schubert, in Bamberg später mit Carl Friedrich Kunz und E. T. A. Hoffmann.

## Werke
- Strophen. Gotsch (in Commission), Lübben 1802.
- Kleon, der letzte Grieche, oder der Bund der Mainotten. Nach dem Neugriechischen. Schumann, Ronneburg u. Leipzig 1802.
- [Anon.:] Sieben Briefe des Mannes im Monde an mich. Heliopolis, 1808.[1]
- Schriftproben. Mythen – Romanzen – Lyrische Gedichte. Kunz, Bamberg 1814.
- Prolog zum Großen Magen. Brockhaus, Leipzig u. Altenburg: Brockhaus 1815.
- Jeanne d’Arc. Trauerspiel in 5 Aufzügen. Brockhaus, Leipzig u. Altenburg 1817.
- Hermannfried, letzter König von Thüringen. Trauerspiel in 5 Aufzügen. Realschulbuchhandlung, Berlin 1818. (Digitalisat)
- Gesammelte Gedichte und Nachlaß. Hrsg. von Z. Funck [d. i. Carl Friedrich Kunz]. Brockhaus, Leipzig 1838.

Früher gehörte Wetzel zu den Autoren, die man als mögliche Verfasser des anonymen Romans Die Nachtwachen des Bonaventura (1804) in Betracht zog. Franz Schultz versuchte in seinem Buch Der Verfasser der Nachtwachen von Bonaventura (Berlin, 1909) den Beweis zu führen, dass Wetzel der Autor sei. Seit Jost Schillemeits Untersuchung Bonaventura, der Verfasser der „Nachtwachen“ (München, 1973) ist jedoch die Literaturwissenschaft der Ansicht, dass dieses Werk Ernst August Friedrich Klingemann zuzuschreiben ist.

## Notizen
1. ↑  Neudruck in der Reihe: Die Bibliothek von R***; Karolinger, Wien 2005, ISBN 3-85418-115-9

| Personendaten    | Personendaten                         |
| ---------------- | ------------------------------------- |
| NAME             | Wetzel, Friedrich Gottlob             |
| ALTERNATIVNAMEN  | Wetzel, Karl Friedrich Gottlob        |
| KURZBESCHREIBUNG | deutscher Schriftsteller der Romantik |
| GEBURTSDATUM     | 14. September 1779                    |
| GEBURTSORT       | Budissin                              |
| STERBEDATUM      | 29. Juli 1819                         |
| STERBEORT        | Bamberg                               |